# Rejon zaigrajewski
Rejon zaigrajewski (ros. Заиграевский райо́н; bur. Загарайн аймаг) – rejon w azjatyckiej części Rosji, wchodzący w skład Republiki Buriacji. Stolicą rejonu jest robotnicze osiedle typu miejskiego Zaigrajewo (jego populacja stanowi 11,2% mieszkańców rejonu). Rejon został utworzony 11 lutego 1935 roku.

## Położenie
Rejon zajmuje powierzchnię 4539 km². Położony jest w środkowej części Republiki Buriacji. Przez ten rejon przebiega linia kolei transsyberyjskiej (stacje w Zaigrajewie i Nowolinsku) oraz droga P436.

## Ludność
Rejon zamieszkany był w 1989 roku przez 56 333 osób, w 2002 roku przez 50 896 osób, a w 2010 roku jego zaludnienie spadło do 24 978 osób. Średnia gęstość zaludnienia w rejonie wynosi 8 os./km².